# Hraniční přechod Otovice–Tłumaczów
Hraniční přechod Otovice–Tłumaczów (polsky Przejście graniczne Tłumaczów–Otovice) je bývalý silniční hraniční přechod na česko-polské státní hranici na hraničním úseku III/189 - III/190 mezi českou obcí Otovice (okres Náchod, Královéhradecký kraj) a polskou obcí Tłumaczów (okres Kladsko, Dolnoslezské vojvodství). Přechod leží v nadmořské výšce 354 m n. m. 
na silnici II/302; za hranicí pokračuje polská silnice č. 386. Před zrušením byl určen pro pěší, cyklisty a motoristy.
Hraniční přechod byl zrušen při vstupu České republiky do Schengenského prostoru v roce 2007. V případě dočasného znovuzavedení ochrany vnitřních hranic je provoz na hraničním přechodu upraven Sdělením Ministerstva vnitra č. 395/2021 Sb.

## Další informace
Severně se nacházel železniční hraniční přechod na zaniklém úseku Otovice–Tłumaczów na trati Broumov-Ścinawka postavené v roce 1889; je plánováno opětovné vybudování potřebné infrastruktury pro pravidelný nákladní provoz.